# 第82回日劇學院賞
←第81回 - 第82回 - 第83回→
第82回日劇學院賞，針對2014年7月到9月在日本播出之夏季檔連續劇所做出的投票與評比。

## 最優秀作品賞
1. HERO2
2. 花子與安妮
3. 晝顏～平日午後3點的戀人們～

- 讀者票：1.HERO2；2.花子與安妮；3.家族狩獵
- 記者票：1.花子與安妮；2.HERO2；3.晝顏～平日午後3點的戀人們～
- 評審票：1.HERO2；2.花子與安妮；3.晝顏～平日午後3點的戀人們～

## 主演男優賞
1. 木村拓哉（HERO2）
2. 妻夫木聰（年輕人們2014）
3. 藤原龍也（ST 紅與白的搜查檔案）

- 讀者票：1.木村拓哉（HERO2）；2.玉森裕太（信長的主廚2）；3.藤原龍也（ST 紅與白的搜查檔案）
- 記者票：1.木村拓哉（HERO2）；2.妻夫木聰（年輕人們2014）；3.藤原龍也（ST 紅與白的搜查檔案）
- 評審票：1.木村拓哉（HERO2）；2.妻夫木聰（年輕人們2014）；3.藤原龍也（ST 紅與白的搜查檔案）

## 主演女優賞
1. 吉高由里子（花子與安妮）
2. 上戶彩（晝顏～平日午後3點的戀人們～）
3. 松雪泰子（家族狩獵）

- 讀者票：1.吉高由里子（花子與安妮）；2.松雪泰子（家族狩獵）；3.上戶彩（晝顏～平日午後3點的戀人們～）
- 記者票：1.上戶彩（晝顏～平日午後3點的戀人們～）；2.吉高由里子（花子與安妮）；3.松雪泰子（家族狩獵）
- 評審票：1.吉高由里子（花子與安妮）；2.上戶彩（晝顏～平日午後3點的戀人們～）；3.廣末涼子（聖女）

## 助演男優賞
1. 吉田鋼太郎（花子與安妮）
2. 齋藤工（晝顏～平日午後3點的戀人們～）
3. 瑛太（年輕人們2014）

- 讀者票：1.北山宏光（家族狩獵）；2.鈴木亮平（花子與安妮）；3.松重豐（HERO2）
- 記者票：1.齋藤工（晝顏～平日午後3點的戀人們～）；2.瑛太（年輕人們2014）；3.鈴木亮平（花子與安妮）
- 評審票：1.吉田鋼太郎（花子與安妮）；2.齋藤工（晝顏～平日午後3點的戀人們～）；3.瑛太（年輕人們2014）

## 助演女優賞
1. 仲間由紀惠（花子與安妮）
2. 北川景子（HERO2）
3. 吉瀨美智子（晝顏～平日午後3點的戀人們～）

- 讀者票：1.北川景子（HERO2）；2.仲間由紀惠（花子與安妮）；3.吉田羊（HERO2）
- 記者票：1.仲間由紀惠（花子與安妮）；2.北川景子（HERO2）；3.吉瀨美智子（晝顏～平日午後3點的戀人們～）
- 評審票：1.仲間由紀惠（花子與安妮）；2.北川景子（HERO2）；3.伊藤步（晝顏～平日午後3點的戀人們～）

## 主題曲賞
一青窈《他人的關係 feat. SOIL&“PIMP”SESSIONS》（晝顏～平日午後3點的戀人們～）

## 劇本賞
1. 井上由美子（晝顏～平日午後3點的戀人們～）
2. 福田靖（HERO2）
3. 中園美保（花子與安妮）

## 導演賞
1. 鈴木雅之、平野真、金井紘（HERO2）
2. 西谷弘、高野舞、西坂瑞城（午後人妻）
3. 柳川強、松浦善之助、橋爪紳一郎、安達繩、中野亮平、村山峻平、增田靜雄（花子與安妮）

## 特別賞
《父親的背影》企畫